# Patrizianella mascellaroae
Patrizianella mascellaroae is een mosselkreeftjessoort uit de familie van de Trachyleberididae. De wetenschappelijke naam van de soort werd als Patrizia mascellaroae (verkeerd gespeld als "mascellaroi") in 1990 gepubliceerd door Bonaduce & Russo.